# Chinmoku (film)
Chinmoku è un film del 1971 diretto da Masahiro Shinoda.
Adattamento cinematografico del romanzo Silenzio (1966) di Shūsaku Endō, che ne ha anche scritto la sceneggiatura assieme a Shinoda, è stato presentato in concorso al 25º Festival di Cannes.

## Distribuzione
Il film è stato distribuito nelle sale cinematografiche giapponesi dalla Tōhō a partire dal 3 novembre 1971, per poi essere presentato al festival di Cannes il 6 maggio 1972.